# Cylindrosolenium
Cylindrosolenium és un gènere de plantes amb flors pertanyent a la família Acanthaceae. El gènere té una espècie d'herbes, natural del Perú.

## Taxonomia
Cylindrosolenium sprucei va ser descrita pel botànic, pteridòleg i micòleg alemany Gustav Lindau i publicat a Bulletin de l'Herbier Boissier 5(8): 671, l'any 1897.

## Espècies seleccionades
- Cylindrosolenium sprucei